# 梨スタート/Ghoul City
「梨スタート/Ghoul City」（リスタート/グールシティ）は、ふなっしーの第4弾シングル。2019年4月24日発売。発売元はユニバーサルミュージック。

## 概要
本作品は作詞をふなっしーが手掛け、作曲・編曲・プロデュースはあらケンが担当。

## 収録曲

### CD
1. 梨スタート
  - 作詞：ふなっしー 作曲・編曲：あらケン
2. Ghoul City
  - 作詞：ふなっしー 作曲・編曲：あらケン
3. 梨スタート (カラオケ)
4. Ghoul City (カラオケ)